# László Papp (sportiv)
László Papp (n. 4 ianuarie 1905, Szentes, Csongrád-Csanád, Ungaria – d. 28 ianuarie 1989, Budapesta, Republica Populară Ungară) a fost un luptător ce a reprezentat Ungaria, medaliat olimpic. A participat la o ediție a Jocurilor Olimpice (1928) în care a câștigat o medalie de argint.

## Participări
Lista de mai jos prezintă principalele competiții la care a participat László Papp de-a lungul carierei.
- wrestling at the 1928 Summer Olympics – men's Greco-Roman middleweight[*]